# Episodi di Bob Hearts Abishola (quinta stagione)
La quinta e ultima stagione della sitcom Bob Hearts Abishola è stata trasmessa in prima visione assoluta negli Stati Uniti d'America da CBS a dal 12 febbraio al 6 maggio 2024..
In Italia la stagione è stata pubblicata con un episodio a settimana su Infinity+ dal 2 agosto al 25 ottobre 2024 e viene trasmessa in chiaro su Italia 2 dal 26 gennaio 2025.
| nº | Titolo originale                  | Titolo italiano             | Prima TV USA     | Prima TV Italia   |
| -- | --------------------------------- | --------------------------- | ---------------- | ----------------- |
| 1  | The Dead Eyes of a Respectful Son | La scelta di un figlio      | 12 febbraio 2024 | 2 agosto 2024     |
| 2  | Kill the Cat                      | Prendi il gatto             | 19 febbraio 2024 | 9 agosto 2024     |
| 3  | The Devil's Hot Tub               | L'idromassaggio del Diavolo | 26 febbraio 2024 | 16 agosto 2024    |
| 4  | The Heart Attack Boys             | Fecondazione in famiglia    | 4 marzo 2024     | 23 agosto 2024    |
| 5  | Tayo Time                         | Segreto africano            | 4 marzo 2024     | 30 agosto 2024    |
| 6  | A Tablespoon of Dad               | In ricordo dei defunti      | 11 marzo 2024    | 6 settembre 2024  |
| 7  | Worth the Cooties                 | Vale i pidocchi             | 18 marzo 2024    | 13 settembre 2024 |
| 8  | My Michelle Obama                 | Gara di cucina              | 25 marzo 2024    | 20 settembre 2024 |
| 9  | Sad Cupcakes                      | Tristi cupcake              | 1º aprile 2024   | 27 settembre 2024 |
| 10 | Diamonds Are Made to Sparkle      | Tutto in famiglia           | 15 aprile 2024   | 4 ottobre 2024    |
| 11 | These Giants Are Flexible         | La strada per il successo   | 22 aprile 2024   | 11 ottobre 2024   |
| 12 | Olu! I Popped!                    | Oggi sposi                  | 29 aprile 2024   | 18 ottobre 2024   |
| 13 | Find Your Bench                   | Trova la tua panchina       | 6 maggio 2024    | 25 ottobre 2024   |